# Баудл (Південна Дакота)
Баудл (англ. Bowdle) — місто (англ. city) в США, в окрузі Едмундс штату Південна Дакота. Населення — 470 осіб (2020).

## Географія
Баудл розташований за координатами 45°27′5″ пн. ш. 99°39′23″ зх. д. / 45.45139° пн. ш. 99.65639° зх. д. (45.451271, -99.656477).  За даними Бюро перепису населення США в 2010 році місто мало площу 1,65 км², уся площа — суходіл.

## Демографія
Згідно з переписом 2010 року, у місті мешкали 502 особи в 225 домогосподарствах у складі 128 родин. Густота населення становила 304 особи/км².  Було 267 помешкань (162/км²).
Расовий склад населення:
| - 96,0 % — білих - 0,4 % — корінних американців - 0,2 % — азіатів - 3,2 % — осіб інших рас |

До двох чи більше рас належало 0,2 %. Частка іспаномовних становила 5,4 % від усіх жителів.
За віковим діапазоном населення розподілялося таким чином: 24,3 % — особи молодші 18 років, 49,4 % — особи у віці 18—64 років, 26,3 % — особи у віці 65 років та старші. Медіана віку мешканця становила 45,3 року. На 100 осіб жіночої статі у місті припадало 98,4 чоловіків;  на 100 жінок у віці від 18 років та старших — 99,0 чоловіків також старших 18 років.
Середній дохід на одне домашнє господарство  становив 77 310 доларів США (медіана — 61 563), а середній дохід на одну сім'ю — 97 932 долари (медіана — 79 205). За межею бідності перебувало 5,5 % осіб, у тому числі 0,0 % дітей у віці до 18 років та 22,1 % осіб у віці 65 років та старших.
Цивільне працевлаштоване населення становило 245 осіб. Основні галузі зайнятості: освіта, охорона здоров'я та соціальна допомога — 28,2 %, сільське господарство, лісництво, риболовля — 11,8 %, транспорт — 11,4 %.